# 地图宝螺
地图宝螺（学名：Cypraea mappa），是中腹足目宝螺科宝螺属的一种。主要分布于马来西亚、印度尼西亚、中国大陆、台湾，常栖息在浅海岩礁区、低潮线以下。